# Large Red Sphere

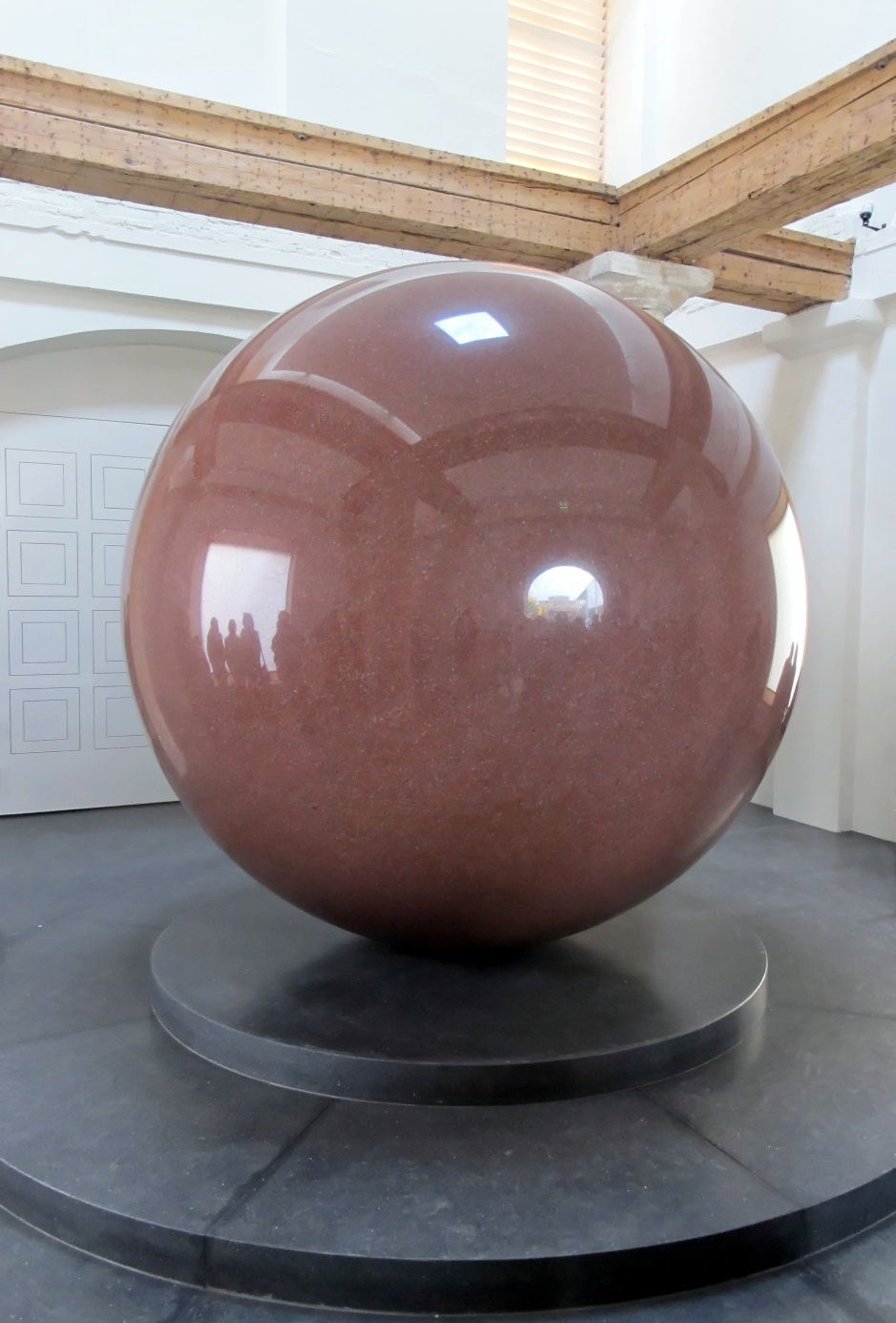
Die rote Granitkugel auf dem Podest

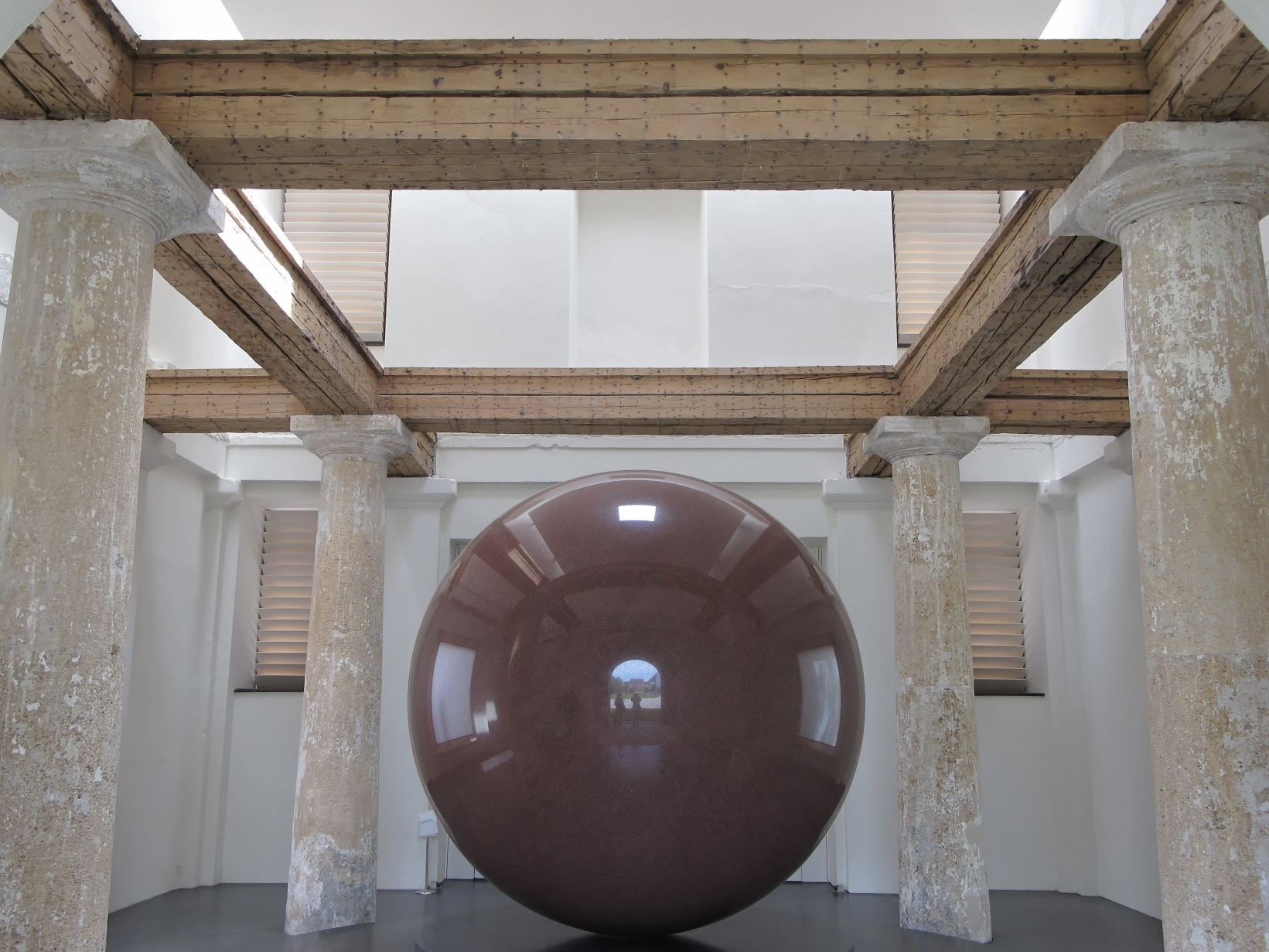
Lage im Raum

Large Red Sphere (deutsch Große Rote Kugel) ist eine Skulptur des US-amerikanischen Künstlers Walter De Maria in München.

## Lage
Das Kunstwerk befindet sich im denkmalgeschützten Türkentor an der Türkenstraße im Münchner Stadtteil Maxvorstadt zwischen dem Museum Brandhorst und der Pinakothek der Moderne. Es ist Bestandteil des Kunstareals, das den Freiraum um die Münchner Pinakotheken herum umfasst.

## Geschichte
Die Bayerischen Staatsgemäldesammlungen waren seit 2001 bemüht, ein Werk des amerikanischen Künstlers Walter De Maria zu bekommen, um den Sammlungsschwerpunkt zeitgenössischer nordamerikanischer Kunst zu bereichern. De Maria ließ für das Projekt in einem Granitwerk in Aicha vorm Wald in Niederbayern eine Kugel aus rotem Granit anfertigen. Kugelkunstwerke hatte er bereits 1989 für die französische Nationalversammlung in Paris und 2000 und 2004 für das Naoshima Contemporary Art Museum und das Chichu Art Museum in Japan geschaffen.
2006 erwarb die Udo und Anette Brandhorst Stiftung das Kunstwerk und stellte es den Bayerischen Staatsgemäldesammlungen als Dauerleihgabe zur Verfügung. Zur Aufstellung des Kunstwerks wurde das Türkentor seit 2009 unter Erhaltung der historischen Substanz umgebaut und generalsaniert. Mit der Realisierung beauftragt wurde das Architekturbüro Sauerbruch Hutton, das auch das benachbarte Museum Brandhorst errichtet hatte. Die etwa 1 Million Euro teuren Baumaßnahmen wurden größtenteils durch die Stiftung Pinakothek der Moderne finanziert. Am 23. Oktober 2010 wurde das Kunstwerk im Rahmen eines Bürgerfestes der Öffentlichkeit zugänglich gemacht.

## Beschreibung
Das Werk folgt De Marias’ Konzept „One Room – One Work“. Als Raum dient der kubische Bau des Türkentors, das der letzte verbliebene Gebäuderest der im 19. Jahrhundert errichteten Türkenkaserne ist. In der Mitte des Raums errichtete De Maria ein dreistufiges rundes Podest aus dunkelgrauem Stein. Darauf ruht die rote Granitkugel, die einen Durchmesser von 2,60 Metern und ein Gewicht von 25 Tonnen hat. Zu den Ecken des Gebäudes hin stehen vier verwitterte Steinsäulen um das Podest herum. Sie tragen eine Konstruktion aus alten Holzbalken, die ursprünglich die Zwischendecke des Türkentors bildeten.
Die Form der Kugel und des Podests steht in Kontrast zu der kubischen Raumstruktur. Die glatt polierte Oberfläche der Kugel reflektiert den Raum und die Fenster, so dass die Wirkung des Kunstwerks auch von dem Standpunkt des Betrachters abhängt.